# Charles Stanley (Evangelist)
Charles Stanley (* 10. März 1821 in Laughton en le Morthen, Yorkshire; † 30. März 1890 in Rotherham) war ein englischer Evangelist der Brüderbewegung. Bekannt wurde er durch seine „railway tracts“ (Eisenbahntraktate).

## Leben
Mit vier Jahren Vollwaise, wurde er seitdem von seinem Großvater erzogen. Als Siebenjähriger musste er im Sommer seinen Lebensunterhalt durch Feldarbeit bestreiten und konnte nur im Winter die Dorfschule besuchen. Im Alter von 14 Jahren erlebte er eine Bekehrung und begann schon bald danach, den Menschen in seiner Umgebung von seinem Glauben an Jesus Christus zu erzählen. Mit 23 Jahren gründete er ein „Hardware-Geschäft“ in Sheffield. Viele Jahre reiste er als Handelsvertreter durch England und verknüpfte diese Reisen mit seiner Tätigkeit als Evangelist. Er schrieb kurze Predigten in Form von Traktaten, um Menschen den christlichen Glauben näherzubringen und von seinen Erlebnissen in den Eisenbahnen zu berichten. Diese Traktate wurden sehr bekannt und in verschiedene Sprachen übersetzt. Am bekanntesten ist wahrscheinlich sein Traktat über Mephiboseth (2. Samuel 9). Von 1880 bis 1890 war Charles Stanley zusammen mit Charles Henry Mackintosh Herausgeber der Monatszeitschrift Things New and Old.

## Schriften (Auswahl)
- Wie der Herr mich führte. Ernst-Paulus-Verlag, Neustadt o. J.
- Nehemia oder Das Bauen der Mauer. Ernst-Paulus-Verlag, Neustadt o. J.
- Christus, der Mittelpunkt. Warum haben wir uns allein in dem Namen Jesu zu versammeln? Ernst-Paulus-Verlag, Neustadt o. J.
- Was war der Sabbat [russisch]. GBV, Eschenburg 2017.